# Parafia Ewangelicko-Augsburska w Laryszowie
Parafia Ewangelicko-Augsburska w Laryszowie – parafia luterańska w Laryszowie, należąca do diecezji katowickiej. Mieści się przy ul. Wolności. 

## Historia
Laryszów należał do  parafii ewangelickiej w Tarnowskich Górach, jednak został od niej oddzielony granicą państwową w 1922 po plebiscycie na Górnym Śląsku. Organizowanie pochówków laryszowskich zmarłych na tarnogórskim cmentarzu zostało utrudnione, dlatego w 1924 we wsi otwarto własny cmentarz ewangelicki. Laryszów zamieszkiwała wówczas tylko jedna rodzina katolicka, a pozostała ludność była wyznania ewangelickiego, w związku z czym w postanowiono o budowie dla miejscowości własnej świątyni luterańskiej. Ewangelicki Kościół Stefana poświęcono 8 lipca 1928. Wieś uzyskała też własnego duszpasterza.
W trakcie II wojny światowej administrację nad zborem przejęła parafia w Tarnowskich Górach. Po zakończeniu działań wojennych zarząd nad parafią zaczął pełnić proboszcz parafii w Bytomiu, ks. Henryk Wegener-Wojnowski. Większość członków zboru została wysiedlona do Niemiec, a ci, którzy pozostali, padali ofiarami prześladowań.
Pod opieką parafii bytomskiej Laryszów pozostawał do 2002, kiedy to powrócił pod zarząd Tarnowskich Gór. Następnie po niecałych dziesięciu latach administrację nad zborem przejęła parafia w Bytomiu-Miechowicach.

## Współczesność
Parafia w Laryszowie nie posiada własnego duszpasterza, jej administratorem pozostaje proboszcz parafii w Bytomiu-Miechowicach, ks. Jan Kurko.
Nabożeństwa w Kościele Stefana w Laryszowie odbywają się w każdą niedzielę i święta.